# Hobbytrade
Hobbytrade var en dansk producent af modeljernbanemateriel til Danmark og en række andre europæiske lande.

Firmaet blev startet i 1999 af Karsten Petersen som en fritidsbeskæftigelse. Den første model var et byggesæt til et transformatortårn. Som køkkenbordsproducent kunne det være svært at følge med efterspørgslen. Da Karsten begyndte på produktionen af Cm-vognen, var det derfor i samarbejde med fabrikken Deak i Ungarn. Da det første lokomotiv (litra ME) skulle produceres, omdannede Karsten, sammen med sin bror Flemming, Hobbytrade til et anpartsselskab. 
Hobbytrade er tidligere importør af slovenske Mehano, spanske Eletrotren. Hobbytrade indgik i 2006 et samarbejde med svenske Brimalm enginering. På Nürnbergmessen i 2006 annoncerede Hobbytrade sit første damplokomotiv litra D type IV, der efterfulgtes af litra S.
Økonomiske vanskeligheder bl.a. som følge af problemer med visse modeller førte til flere rekonstruktioner, men i april 2013 var det slut. Produktionen af blandt andet F-maskinen er overtaget af et nyt firma F 2010, der har de to nøglepersoner fra Hobbytrade tilknyttet.